# Hand of Blood
Albums de Bullet for My Valentine
Bullet for My Valentine
(2004) The Poison
(2005)
Singles
1. 4 Words (To Choke Upon)

Hand of Blood est le deuxième EP du groupe de metalcore gallois Bullet for My Valentine sorti le 22 août 2005.

## Liste des chansons
Toutes les chansons sont écrites et composées par Bullet for My Valentine.
| No | Titre                   | Durée |
| -- | ----------------------- | ----- |
| 1. | 4 Words (To Choke Upon) | 3:44  |
| 2. | Hand of Blood           | 3:36  |
| 3. | Cries In Vain           | 3:59  |
| 4. | Curses                  | 3:59  |
| 5. | No Control              | 3:34  |
| 6. | Just Another Star       | 2:54  |

| 7. | Turn To Despair | 3:24 |

| 1. | 4 Words (To Choke Upon) (Clip) | 3:44 |
| 2. | Hand of Blood (Clip)           | 3:36 |